# Eric Abraham
Eric Anthony Abraham, (* březen 1954 Kapské Město, Jihoafrická republika) je britský televizní, divadelní a filmový producent a vydavatel knih.

## Život
Narodil se v jihoafrickém Kapském Městě. Své mládí prožil na tamním předměstí Wynberg. Ve svém rodném městě studoval i na univerzitě. Následně na pozici zpravodaje pracoval pro jihoafrickou zpravodajskou agenturu a svými reportážemi přispíval také do The Guardian či do BBC. Během listopadu roku 1976 ho kvůli jeho novinářské práci zatkli a v lednu 1977 se mu povedlo přes Botswanu uprchnout do Spojeného království. Do Jihoafrické republiky se nesměl vrátit po dobu patnácti let.
V roce 1992 patřil Abraham mezi návštěvníky Mezinárodního filmového festivalu Karlovy Vary, kde byl uváděn jím produkovaný snímek režiséra Jiřího Menzela nazvaný Život a neobyčejná dobrodružství vojáka Ivana Čonkina. Seznámil se tu tehdy s režisérem Janem Svěrákem, s nímž natočil film Kolja. Později vzájemně spolupracovali i na dalších filmech.

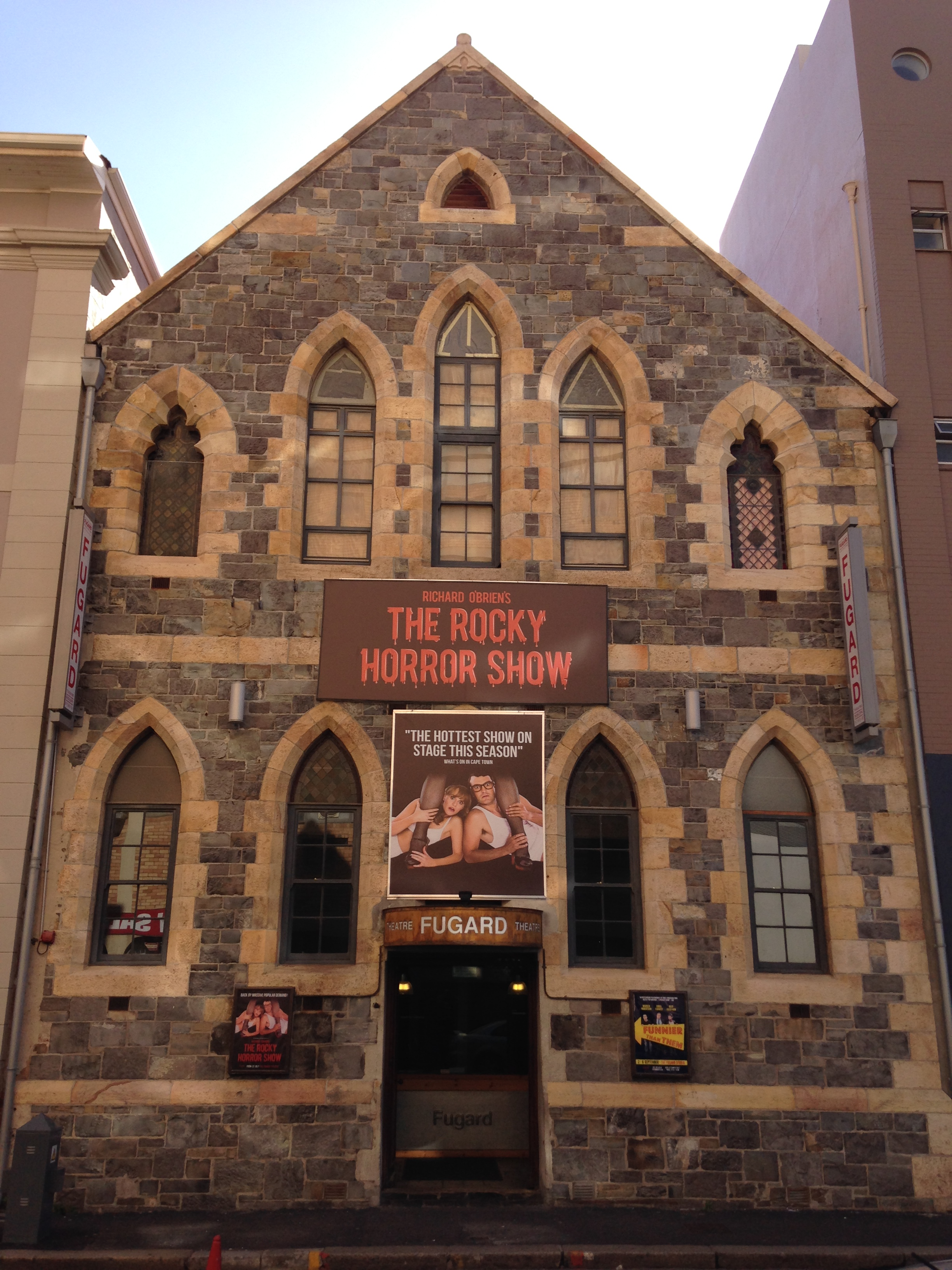
Vstup do divadla Fugard

Se svou manželkou Sigrid Rausingovou a s Philipem Gwyn Jonesem založil Abraham roku 2005 vydavatelství „Portobello Books“ a v témže roce zakoupili časopis Granta i s jeho vydavatelstvím Granta Books. V únoru roku 2010 Abraham spoluzaložil v Kapském Městě divadlo Fugard, které je pojmenováno po jihoafrickém dramatikovi Atholu Fugardovi.